# Inukai Tsuyoshi

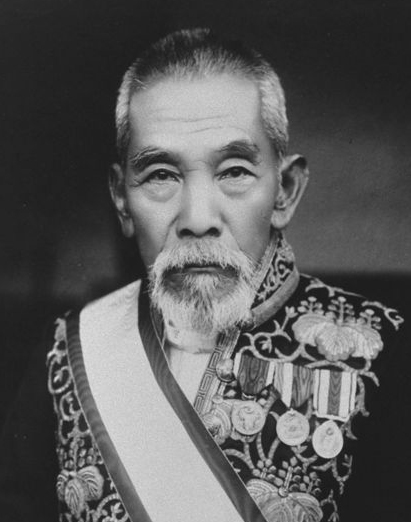
Inukai Tsuyoshi

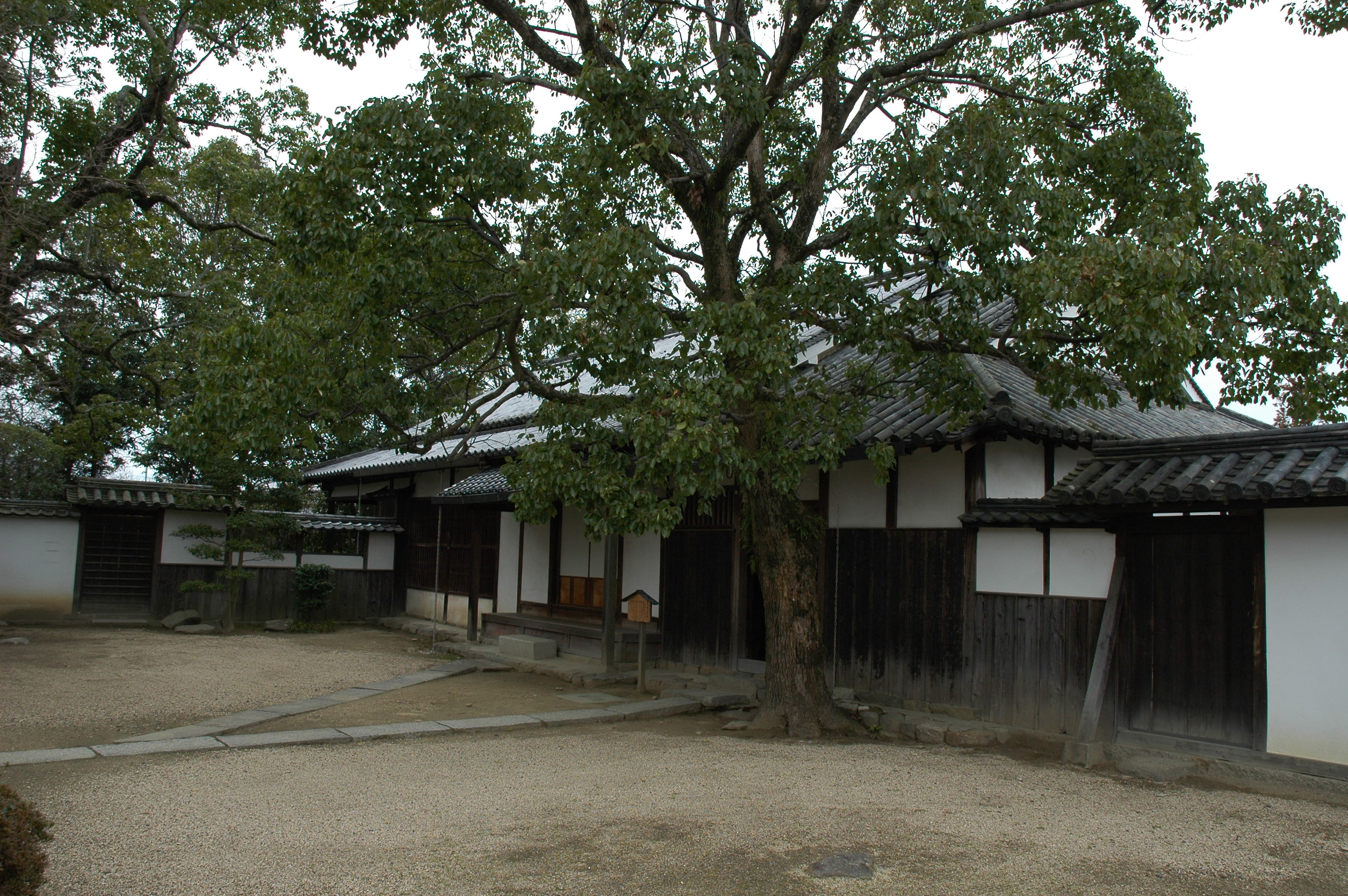
Das Elternhaus von Inukai Tsuyoshi

Inukai Tsuyoshi (japanisch 犬養 毅; * 20. April 1855 in der Provinz Bitchū (heute: Präfektur Okayama); † 15. Mai 1932 in Tokio) war ein japanischer Politiker und der 29. Premierminister Japans vom 13. Dezember 1931 bis zu seinem Tod am 15. Mai 1932.

## Leben und Wirken
Inukai Tsuyoshi wurde als zweiter Sohn eines Landsamurai aus dem Lehen Niwase geboren.
Er studierte an der Keiō-Universität, bevor er mit der Armee erstmals als Reporter an der Front der Satsuma-Rebellion für die politische Zeitschrift Yubin Hochi Shinbun tätig war.
Nach weiteren Tätigkeiten als Reporter trat er der neu gegründeten Rikken Kaishintō (Konstitutionelle Reform-Partei) bei und war in der Koalitionsbewegung (danketsu) aktiv.
1890 wurde er zum Mitglied des japanischen Repräsentantenhauses gewählt und bis zur 18. allgemeinen Wahl wiedergewählt. Im Kabinett von Ōkuma Shigenobu hielt er ab 1898 den Posten des Bildungsministers und den des Kommunikationsministers im zweiten Kabinett von Yamamoto Gonnohyōe inne.

1929 wurde er Präsident der Rikken Seiyūkai („Versammlung der Freunde der Konstitutionellen Regierung“) und 1931 zum Premierminister Japans gewählt.
1932 wurde Inukai Opfer eines tödlichen Attentates elf junger Marineoffiziere im Rahmen eines größer angelegten, aber erfolglosen Putschversuchs vom 15. Mai. Dabei wurde er von zwei Schüssen in den Kopf getroffen. Die Attentäter wurden in der Kriegsgerichtsverhandlung nur zu sehr geringen Strafen verurteilt, währenddessen wurden hunderttausende von Unterschriften gesammelt, die Sympathie mit ihnen bekundeten.
Inukais gewaltsamer Tod und dessen Bewertung seitens der öffentlichen Meinung der japanischen Bevölkerung wird von Geschichtswissenschaftlern allgemein als Wendepunkt gesehen, nach welchem die japanischen Militärs zunehmend die Oberhand im japanischen Regierungssystem einnahmen und die parlamentarischen Parteien immer weniger Einfluss geltend machen konnten.